# Дитерсдорф (Южный Гарц)
Дитерсдорф (нем. Dietersdorf) — община в Германии, в земле Саксония-Анхальт.
Входит в состав района Зангерхаузен. Подчиняется управлению Росла-Зюдхарц. Население составляет 268 человек (на 31 декабря 2006 года). Занимает площадь 16,69 км².